# Seznam predsednikov vlade Andore
Seznam predsednikov vlade Andore navaja nosilce vodje izvršilne oblasti v Andori od leta 1982.

## Seznam
| #  | Portret | Ime                       | Volitve      | Mandat           | Mandat           | Stranka                      |
| #  | Portret | Ime                       | Volitve      | Začetek          | Konec            | Stranka                      |
| -- | ------- | ------------------------- | ------------ | ---------------- | ---------------- | ---------------------------- |
| 1. |         | Òscar Ribas Reig          | 1981         | 8. januar 1982   | 21. maj 1984     | neodvisen                    |
| 2. |         | Josep Pintat-Solans       | 1985         | 21. maj 1984     | 12. januar 1990  | neodvisen                    |
| 3. |         | Òscar Ribas Reig          | 198919921993 | 12. januar 1990  | 7. december 1994 | Narodna demokratična skupina |
| 4. |         | Marc Forné Molné          | 19972001     | 7. december 1994 | 27. maj 2005     | Liberalna stranka            |
| 5. |         | Albert Pintat             | 2005         | 27. maj 2005     | 5. junij 2009    | Liberalna stranka            |
| 6. |         | Jaume Bartumeu            | 2009         | 5. junij 2009    | 28. april 2011   | Socialni demokrati           |
| -  |         | Pere López Agràsv. d.     | —            | 28. april 2011   | 12. maj 2011     | Socialni demokrati           |
| 7. |         | Antoni Martí              | 2011         | 12. maj 2011     | 23. marec 2015   | Demokrati za Andoro          |
| -  |         | Gilbert Saboya Sunyév. d. | —            | 23. marec 2015   | 1. april 2015    | Demokrati za Andoro          |
| 7. |         | Antoni Martí              | 2015         | 1. april 2015    | 16. maj 2019     | Demokrati za Andoro          |
| 8. |         | Xavier Espot Zamora       | 2019         | 16. maj 2019     |                  | Demokrati za Andoro          |